# Grin til Gavn
Grin til Gavn er et årligt tilbagevendende standupshow, der er efterfølgeren til Comedy Aid, hvor en række komikere optræder gratis, og overskuddet går til Red Barnet.

## Shows

### 2019
- Værter: Michael Schøt og Christian Fuhlendorff
- Optrædende: Jacob Taarnhøj, Mads Holm, Mahamad Habane, Mikkel Klint Thorius, Anne Bakland, Martin Nørgaard, Jonas Mogensen, Kasper Gross, Heino Hansen, Ane Høgsberg, Torben Chris, Morten Wichmann, Mick Øgendahl, Simon Talbot og Mark Le Fêvre

Showet gav et overskud på 1.082.562 kr.
Showet blev opført tre gange den. 27. december på Bremen Teater i København.

### 2020
Showet blev aflyst grundet coronaviruspandemien. Værter var planlagt til at være Mikkel Klint Thorius og Jonas Mogensen.

### 2021
- 28. marts 2021 – Aarhus Musikhus
- 4. april 2021 – Bremen Teater, København